# Dolichopeza (Nesopeza) singhalica
Dolichopeza (Nesopeza) singhalica is een tweevleugelige uit de familie langpootmuggen (Tipulidae). De soort komt voor in het Oriëntaals gebied.